# Тарасов, Георгий Тарасович
Георгий Тарасович Тарасов (1924—2005) — советский военный деятель, генерал-полковник.

## Биография
Родился в 1924 году в Плоскошском районе. Член КПСС с 1943 года.
С 1941 года — на военной службе, общественной и политической работе. В 1941—1986 гг. — участник Великой Отечественной войны, разведчик, командир миномётной роты 1247-го стрелкового полка 377-й стрелковой дивизии, затем в Группе советских войск в Германии и Ленинградском военном округе, заместитель командира полка по снабжению, заместитель командира мотострелковой дивизии по тылу в Киевском военном округе, заместитель командира армейского корпуса, армии по тылу, заместитель командующего войсками по тылу — начальник тыла округа, заместитель главнокомандующего группой войск по тылу — начальник тыла ГСВГ, член Военного Совета группы войск, заместитель начальника Тыла Вооруженных Сил СССР.
Умер в Москве в 2005 году. Похоронен на Троекуровском кладбище.